# Belgica (soundtrack)
Belgica is de soundtrack van de Belgische gelijknamige film. Tekst en muziek zijn afkomstig van de broers David en Stephen Dewaele die het album tevens geproduceerd hebben. Ze vormden vijftien fictieve bands om de muziek, live op de filmset, in te spelen. Het album bereikte de zesde positie in de Vlaamse Ultratop 200 Albums.
Filmregisseur Felix Van Groeningen en de broers Dewaele groeiden samen op in Gent. De film is deels gebaseerd op de ervaringen van Van Groeningen's vader die eigenaar was van café Charlatan. Veel opnames vonden echter plaats in café Afsnis. De broers Dewaele kozen er voor om niet onder eigen naam aan het album te werken om herkenning en associatie met een tijdsperiode te voorkomen.

## Tracklist
Alle muziek en teksten zijn geschreven door David Dewaele en Stephen Dewaele. 
| Nr. | Titel                                   | Artiest           | Duur |
| --- | --------------------------------------- | ----------------- | ---- |
| 1.  | The Best Thing                          | Charlotte         | 4:10 |
| 2.  | How Long                                | The Shitz         | 4:18 |
| 3.  | Caoutchouc                              | Rubber Band       | 4:33 |
| 4.  | Turn Off The Lights                     | White Virgins     | 3:17 |
| 5.  | Hot December                            | Light Bulb Matrix | 3:44 |
| 6.  | Çölde Kutup Ayisi                       | Kursat 9000       | 2:29 |
| 7.  | Ti Ricordi Di Me                        | Erasmus           | 4:08 |
| 8.  | Nothing                                 | Burning Phlegm    | 1:44 |
| 9.  | Slippy Fingers                          | Aquazul           | 4:21 |
| 10. | Don’t Wait Up For Me                    | Roland McBeth     | 5:26 |
| 11. | Got Any Chris Rea?                      | Diploma           | 3:03 |
| 12. | The Cookie Crumbles                     | They Live         | 3:02 |
| 13. | Cybernetic Permutations In The Key Of A | Danyel Galaxy     | 3:23 |
| 14. | Sell It With Your Face                  | The Shitz         | 2:06 |
| 15. | Nine Thousand Eyes                      | Robert Vanderwiel | 2:12 |
| 16. | Inward                                  | Noah's Dark       | 6:51 |